# 1. Arrondissement (Lyon)
Das 1. Arrondissement ist eines der neun Arrondissements von Lyon (Stadtbezirk). Es liegt am Hang des Croix-Rousse und auf der nördlichen Seite der Halbinsel, die durch den Zusammenfluss von Saône und Rhône gebildet wird.

## Geschichte
Der Hügel Saint-Sébastien lag früher auf dem Gebiet Franc-Lyonnais und wurde 1512 in die Stadt Lyon eingemeindet. Dies ist das Datum, an dem Ludwig XII. die Errichtung einer Festung zur Verteidigung von Lyon auf dem Hügel anordnete.
Das 1. Arrondissement ist eines der fünf, die durch Präsidialdekret vom 24. März 1852 geschaffen wurden.

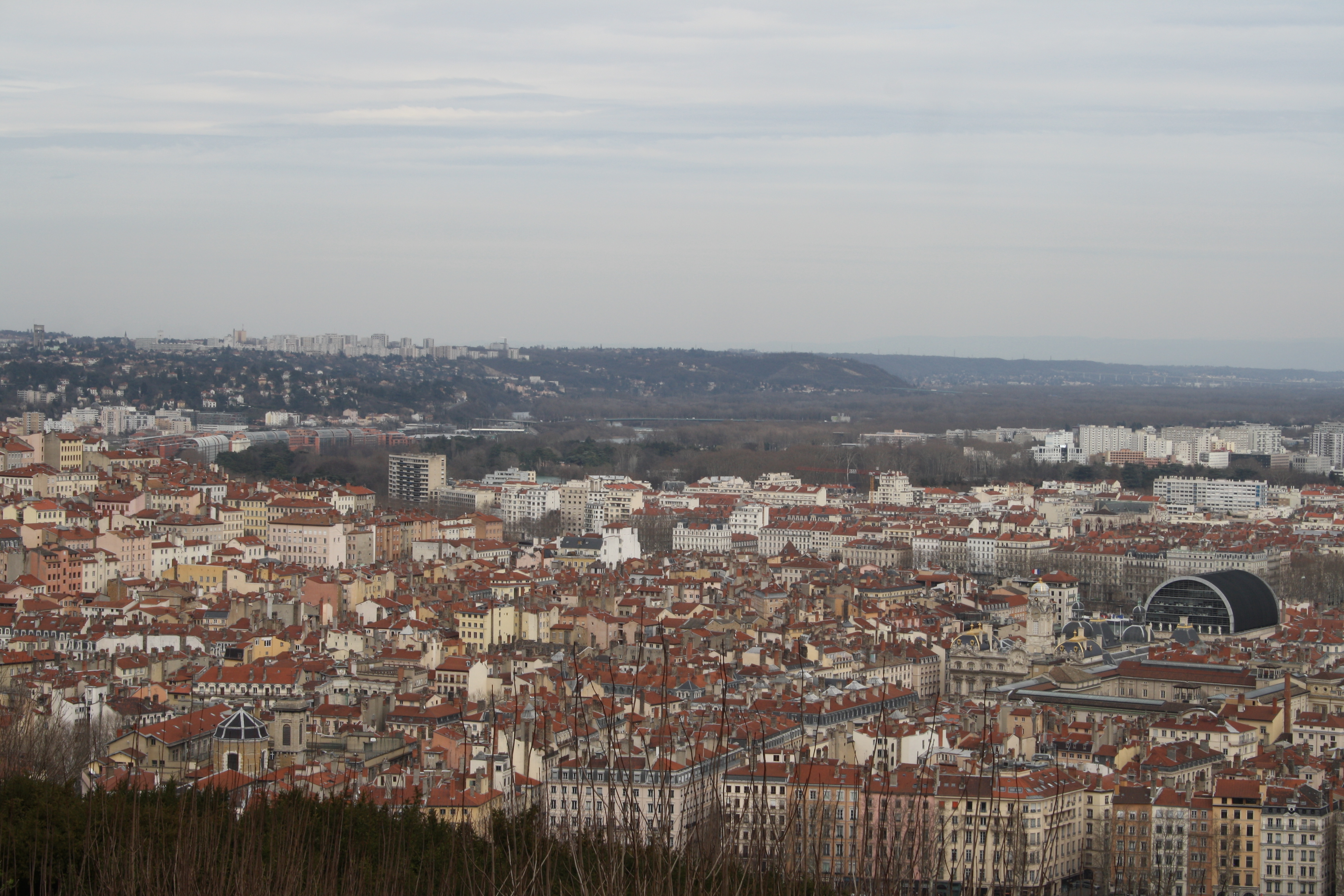
Sicht auf das 1. Arrondissement von Lyon vom Fourvière
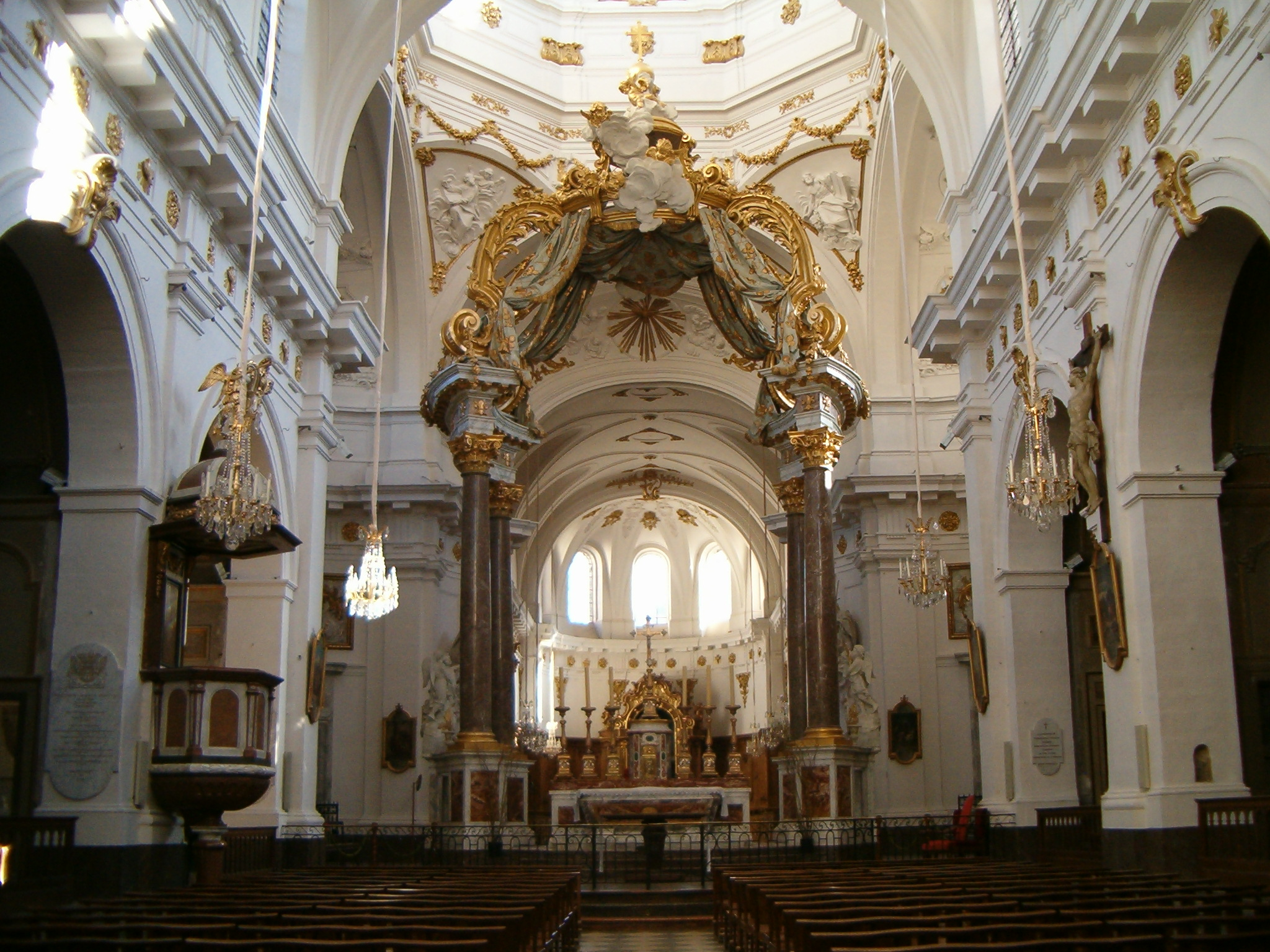
Die Kirche Saint-Bruno des Chartreux
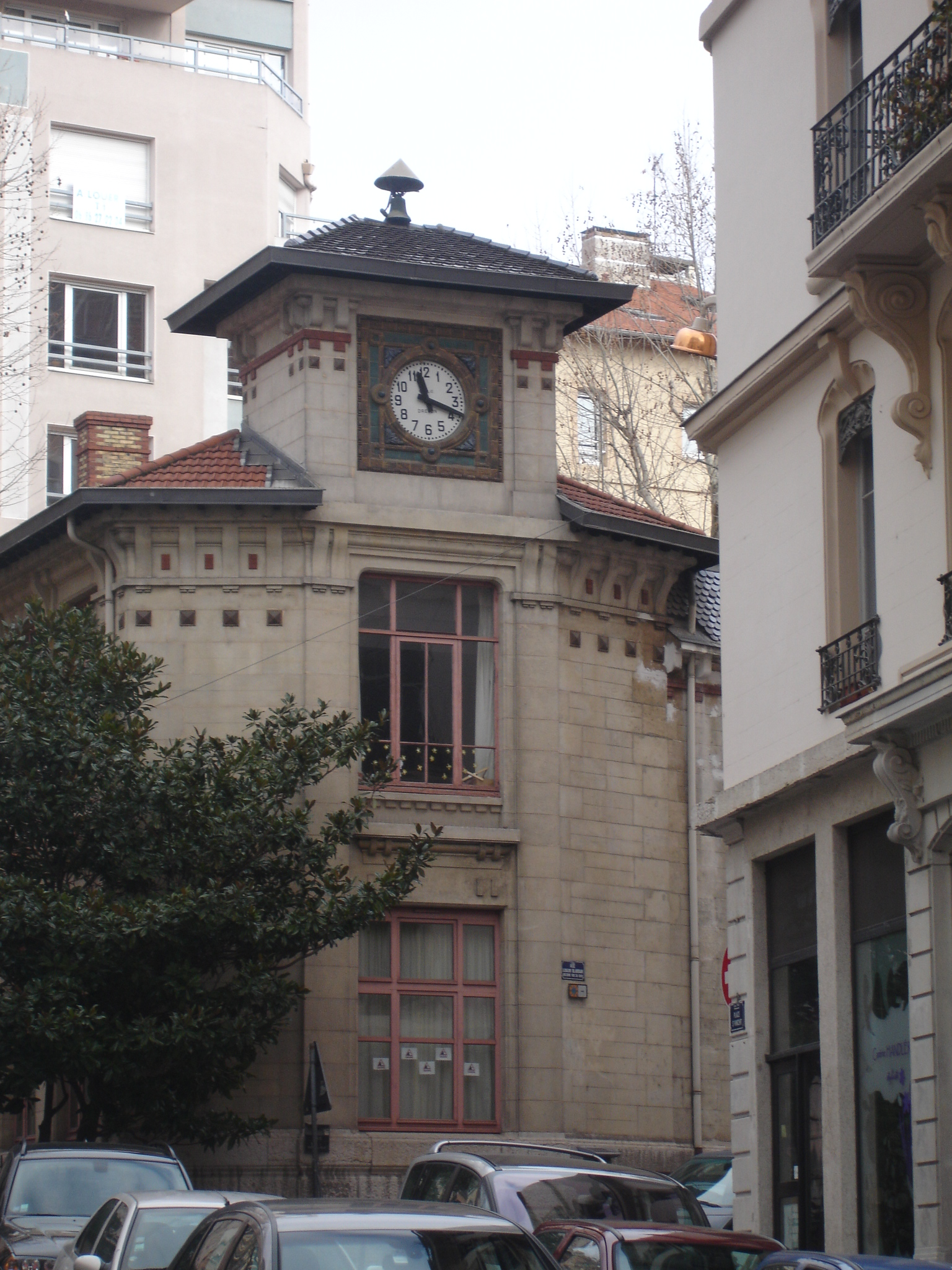
Grundschule in der Rue Sergent Blandan

## Geografie
Das 1. Arrondissement liegt im Zentrum der Halbinsel und ist das kleinste aller Arrondissements. Die Bars und Kneipen rund um den Place des Terreaux machen das Viertel zum lebhaftesten von Lyon.
Das 1. Arrondissement umfasst folgende Viertel:
- Terreaux
- Pentes de la Croix-Rousse
- Les Chartreux
- Croix-Paquet
- Saint-Vincent

Besondere Orte:
- Place des Terreaux
- Montée de la Grande-Côte
- Le jardin des Chartreux
- Place de la Comédie
- Rue de la République
- Place Louis Pradel
- Quai Saint-Vincent
- Quai de la Pêcherie

## Demografie
| Jahr      | 1999   | 2006   | 2009   | 2011   | 2014   |
| --------- | ------ | ------ | ------ | ------ | ------ |
| Einwohner | 26.861 | 28.210 | 28.268 | 28.932 | 29.539 |

Im Jahr 2013 betrug die Bevölkerungsdichte 19.413 Einw./km².

## Verwaltung
Nathalie Perrin-Gilbert ist Bürgermeisterin der Stadt.

## Bauwerke
- Hôtel de ville de Lyon (Rathaus)
- Le Palais St Pierre, das Musée des Beaux-Arts (mit Kapelle St-Pierre)
- L’Opéra de Lyon
- Le Patineur von César
- Amphitheater von Lyon
- La Fresque des Lyonnais
- Barockkirche St-Bruno
- Kirche St-Polycarpe
- Ehemalige Kirche St-Bernard
- Kirche Bon-Pasteur
- Chapelle des Chartreux

## Öffentliche Einrichtungen
- Hôtel de Ville
- Lycée de la Martinière
- Salle Rameau
- Halles de la Martinière
- Rathaus des 1. Arrondissements, place Sathonay
- Maison Ahmadou Kourouma

## Verkehrsanbindung
- Métro Lyon A, Station Hôtel de Ville - Louis Pradel
- Métro Lyon C, Station Hôtel de Ville - Louis Pradel, Croix-Paquet

## Kultur
- Musée des beaux-arts
- Opéra de Lyon
- Am Hang des Croix-Rousse gibt es zahlreiche Café-Theater

## Besonderheiten
- Die Bevölkerung besteht aus gemischt-sozialen Schichten, von denen die Hälfte in sogenannten ZUS[2] wohnen. Das Arrondissement wird auch immer mehr als Stadt der „Bobo“ eingeschätzt.
- Seit 1980 hat sich eine starke homosexuelle Gemeinschaft hier angesiedelt. Dies ist besonders um den Bezirk der Oper und an den Hügeln zum Croix-Rousse der Fall. Das Arrondissement hat etwa 20 auf diese Klientel zugeschnittene Geschäfte (Bar, Boutique, Restaurant) und mehrere Vereine (LGBT)[3]. Lyon wurde 2009 im Magazin Têtu als die beste « gayfriendly » Stadt Frankreichs (nach Paris) bezeichnet[4].
- Das Viertel ist die erste Adresse für ein florierendes Nachtleben. Es gibt viele Bars und Kneipen, vor allem hinter den Platz Terreaux im Viertel «quartier Sainte-Catherine»[5].

## Weitere Hinweise
- Offizielle Seite der Bürgermeisterei des 1. Arr.